# Ребека Занети
Ребека Занети (на английски: Rebecca Zanetti) е плодовита американска писателка на бестселъри в жанра паранормален, еротичен и съвременен любовен роман, и романтичен трилър.

## Биография и творчество
Ребека Занети е родена през 1970 г. в Айдахо, САЩ. Опитва да пише от малка. Завършва с бакалавърска степен по журналистика и политология Университета „Пепърдайн“, Малибу. В университета е главен редактор на университетския вестник „The Graphic“ и член на женския клуб на колежа „Пи Фи“. След колежа работи като уредник за изкуство и помощник в Сената.
Учи право и получава докторска степен в Юридическия факултет на Университета на Айдахо. Докато е в университета се омъжва за Тони Занети и в годината на завършването си ражда първото си дете. През 1999 г. става член на адвокатската колегия на Айдахо и работи първо за голяма фирма, после за малка фирма и за административния окръг Кутенаи. В периода 2010 – 2013 г. преподава в юридически класове на местния колеж.
Започва да пише в края на 2008 г. След поредица от отхвърляния първият ѝ любовен роман „Обречен“ от вампирската паранормална поредицата „Тъмните защитници“ е публикуван през 2011 г. Книгите от поредицата стават бестселъри и я правят известна.
В следващите години пише много романтични трилъри и еротични любовни романи.
Ребека Занети живее със семейството си в Айдахо.

## Произведения

### Серия „Тъмните пазители“ (Dark Protectors)
Поредица с любовно – фантастичен характер за вампири, вещици, шифтъри, върколаци, феи, кърджани, кисти.
1. Fated (2011)
Обречен, фен-превод (за Кара и Талън)
2. Claimed (2011)
Пленен, фен-превод (за Ема и Деидж)
3. Tempted (2012)
Изкушен, фен-превод (за Макс и Сара)
4. Hunted (2012)
Преследван, фен-превод (за Конн и Мойра)
5. Consumed (2012)
6. Provoked (2012)
7. Twisted (2013)
8. Shadowed (2013)
9. Tamed (2014)
10. Marked (2014)
11. Teased (2015)
12. Tricked (2016)
13. Talen (2017)
14. Vampire's Faith (2018)
15. Demon's Mercy (2019)
16. Vengeance (2019)
17. Alpha's Promise (2019)
18. Hero's Haven (2020)
19. Vixen (2020)
20. Guardian's Grace (2020)
21. Vampire (2021)

### Серия „Маверик Монтана“ (Maverick Montana)
1. Against the Wall (2013)
2. Under the Covers (2013)
3. Rising Assets (2014)
4. Over The Top (2015)

### Серия „Греховни братя“ (Sins Brothers)
1. Forgotten Sins (2013)
2. Sweet Revenge (2013)
3. Blind Faith (2014)
4. Total Surrender (2015)

### Серия „Поле на защита“ (Realm Enforcers)
1. Wicked Ride (2015)
2. Wicked Edge (2015)
3. Wicked Burn (2016)

### Серия „Синдром на скорпиона“ (Scorpius Syndrome)
1. Mercury Striking (2016)
2. Shadow Falling (2016)
3. Justice Syndrome (2017)

### Серия „Кръвни братя“ (Blood Brothers)
1. Deadly Silence (2016)
2. Lethal Lies (2017)

### Участие в общи серии с други писатели

#### Серия „Назряваща буря“ (Rising Storm)
6. Take the Storm (2015)
от серията има още 7 романа от различни автори